# Maison d'Alba
La Maison d'Alba de Tormes (espagnol : Casa de Alba de Tormes), communément connue sous le nom de Maison d'Alba, est une importante famille noble espagnole issue de la noblesse du XIIe siècle de Tolède après la conquête. La revendication de la famille sur Alba de Tormes date de 1429, lorsque Gutierre Álvarez de Tolède (de la Maison de Tolède (es)) devint seigneur d'Alba de Tormes tout en étant évêque de Palence.

## Histoire
En 1472, Garcie Álvarez de Tolède, 2e comte d'Alba de Tormes, fut élevé au titre de duc d'Alba de Tormes par le roi Henri IV de Castille. En 1492, le 2e duc d'Alba de Tormes signa la capitulation de la ville lors du Traité de Grenade.
Au XVIe siècle, Fernand Álvarez de Tolède, 3ème duc d'Alba, reçut le titre de gouverneur général des Pays-Bas espagnols. La cousine germaine du troisième duc était Aliénor de Tolède, qui épousa Cosme Ier de Médicis, grand-duc de Toscane. Par l'intermédiaire de sa petite-fille Marie de Médicis, reine de France, elle devint l'ancêtre de nombreuses têtes couronnées et héritiers présomptifs d'Europe.
En 1802, Marie Gaétane de Silva, 13e duchesse d'Alba, mourut sans aucune descendance et ses titres furent hérités par un parent, Charles Michel Fitz-James Stuart, 14e duc d'Alba. Ainsi, le duché d'Alba passa à la branche supérieure de la Maison de Fitz-James Stuart, qui reprit le patrimoine de la maison d'Alba.</link>
De 1953 à 2014, le chef de la Maison d'Alba était Gaétane Fitz-James Stuart, 18e duchesse d'Alba. Elle détenait le record du Livre Guinness des records pour le plus grand nombre de titres de noblesse, avec 57 titres.
Le chef actuel de la Maison d'Alba est Charles Fitz-James Stuart y Martínez de Irujo, 19e duc d'Alba, qui a succédé à sa mère après sa mort en 2014. Son père était Luis Martínez de Irujo (es), fils cadet du 9e duc de Sotomayor. La famille possède une importante collection d'art, de mobilier et de documents historiques, principalement au Palais de Liria de Madrid.

## Voir également
- Maison de Fitz-James